# Giuliano Palma
Giuliano Palma (n. 2 decembrie 1965, Milano, Italia) este un cantautor italian.